# Myanmars administrativa indelning

Karta över Myanmars administrativa indelning.

Myanmar är indelat i femton administrativa enheter bestående av 7 stater (ပြည်နယ် pyi-neh), 7 regioner (တိုင်းဒေသကြီး taing) och ett unionsterritorium. Delstaterna och regionerna är i sin tur indelade i 64 distrikt (kayaing). Undernivå till distrikten är kommun (engelska: township).
Enligt den nya konstitutionen 2008 infördes begreppet regioner. Tidigare användes ordet division.
| Indelning              | Typ               | Huvudstad             | Etablerad |
| ---------------------- | ----------------- | --------------------- | --------- |
| Kachin                 | Delstat           | Myitkyina             | 1948      |
| Kayah (Karenni)        | Delstat           | Loikaw                | 1948      |
| Chin                   | Delstat           | Hakha                 | 1948      |
| Rakhine (Stato Arakan) | Delstat           | Sittwe (Akyab)        | 1948      |
| Shan                   | Delstat           | Taunggyi              | 1948      |
| Mon                    | Delstat           | Mawlamyine (Moulmein) | 1974      |
| Kayin                  | Delstat           | Hpa-an                | 1974      |
| Ayeyarwady             | Region            | Pathein (Bassein)     | 1948      |
| Bago                   | Region            | Bago (Pegu)           | 1948      |
| Magway                 | Region            | Magway                | 1948      |
| Mandalay               | Region            | Mandalay              | 1948      |
| Sagaing                | Region            | Sagaing               | 1948      |
| Tanintharyiregionen    | Region            | Tavoy (Dawei)         | 1948      |
| Rangoon                | Region            | Rangoon (Yangon)      | 1964      |
| Naypyidaw              | Unionsterritorium | Naypyidaw             | 1964      |